# Municipio de South Harrison (Arkansas)
El municipio de South Harrison (en inglés: South Harrison Township) es un municipio ubicado en el condado de Boone en el estado estadounidense de Arkansas. En el año 2010 tenía una población de 7590 habitantes y una densidad poblacional de 107,84 personas por km².

## Geografía
El municipio de South Harrison se encuentra ubicado en las coordenadas 36°11′26″N 93°8′4″O / 36.19056, -93.13444. Según la Oficina del Censo de los Estados Unidos, el municipio tiene una superficie total de 70.38 km², de la cual 70.19 km² corresponden a tierra firme y (0.27%) 0.19 km² es agua.

## Demografía
Según el censo de 2010, había 7590 personas residiendo en el municipio de South Harrison. La densidad de población era de 107,84 hab./km². De los 7590 habitantes, el municipio de South Harrison estaba compuesto por el 96.57% blancos, el 0.16% eran afroamericanos, el 0.69% eran amerindios, el 0.5% eran asiáticos, el 0.03% eran isleños del Pacífico, el 0.41% eran de otras razas y el 1.65% pertenecían a dos o más razas. Del total de la población el 1.75% eran hispanos o latinos de cualquier raza.